# VV Katwijk
El VV Katwijk es un club de fútbol neerlandés de la ciudad de Katwijk en la provincia de Holanda Meridional. Fue fundado el 17 de febrero de 1939 y actualmente juega en la Tweede Divisie, tercera división del fútbol neerlandés.

## Historia
Katwijk se ha convertido en campeón amateur neerlandés al ganar el título general de Topklasse en 2012-13. Como tal, fueron invitados a jugar en la Eerste Divisie pero, después de algunas consideraciones, el club optó por permanecer en Topklasse, alegando que la organización aún no estaba lista para competir en la Eerste Divisie. Los subcampeones de Topklasse Achilles '29 fueron finalmente admitidos en su lugar.
En la temporada siguiente, Katwijk no pudo repetir su éxito y terminó la temporada con el descenso al Hoofdklasse.
En la temporada 2014/15, jugó en la Hoofdklasse Zaterdag contra sus vecinos Quick Boys y Rijnvogels. El VV Katwijk se proclamó campeón y volvió a jugar en la máxima categoría. En la temporada 2015/16 el club ascendió a Tweede Divisie, en la que celebró el campeonato en las temporadas 2017/18, 2021/22 y 2022/23.

## Palmarés
- Tweede Divisie: 3

2017–18, 2021-22, 2022-23
- Topklasse: 1

2012–13
- Títulos Hoofdklasse: 5

1992-93, 1993-94, 1994-95, 1999-00, 2014-2015
- Títulos National Saturday Amateur: 4

1992-93, 1993-94, 1999-00, 2012-13
- Títulos National amateur football: 4

1992-93, 1993-94 1999-00, 2012-2013